# 기타구 (도쿄도)
기타구(일본어: 北区 기타쿠[*])은 일본 도쿄도에 있는 특별구 중 하나이다.

## 지리
"기타"라는 이름은 일본어로 '북쪽'을 의미하며 도쿄 구부의 북쪽에 있음을 말해준다. 북쪽으로는 사이타마현 가와구치시와 도다시가 있고 동쪽과 남쪽, 서쪽은 다른 특별구인 아다치구, 아라카와구, 이타바시구, 분쿄구, 도시마구가 있다.
구내에 아라카와강과 스미다강이 흐른다.

## 역사
1947년 3월 15일에 설립되었다.

## 경제
세이유 그룹의 본사가 기타구에 있다.

## 교통

### 도로
- 수도고속도로
- 국도 17호선
- 국도 122호선

### 일반국도
- 도쿄도도 제311호선
- 도쿄도도 제318호선
- 도쿄도도 제455호선

### 철도
- 동일본 여객철도
  - 우쓰노미야선(도호쿠 본선)
    - 오쿠역 - 아카바네역

  - 쇼난 신주쿠 라인(도호쿠 본선)
    - 아카바네역

  - 사이쿄선(아카바네선, 도호쿠 본선)
    - 이타바시역 - 주조역 - 아카바네역 - 기타아카바네역 - 우키마후나도역

  - 게이힌 도호쿠선(도호쿠 본선)
    - 다바타역 - 가미나카자토역 - 오지역 - 히가시주조역 - 아카바네역

  - 야마노테선
    - 다바타역
- 도쿄도 교통국
  - 도덴 아라카와선
    - 니시가하라욘초메 정류장 - 다키노가와잇초메 정류장 - 아스카야마 정류장 - 오지역 앞 정류장 - 사카에초 정류장 - 가지와라 정류장
- 도쿄 메트로
  - 난보쿠선
    - 니시가하라역 - 오지역 - 오지카미야역 - 시모역 - 아카바네이와부치역
- 사이타마 고속철도
  - 사이타마 고속철도선
    - 아카바네이와부치역

## 자매 도시
- 일본 군마현 간라군 간라정
- 일본 군마현 아가쓰마군 나카노조정
- 일본 야마가타현 사카타시
- 중국 베이징시 시청구

## 주요 인물
- 하야시바라 메구미
- 후쿠다 가즈야